# بوهدان تسپ
بوهدان تسپ (اوکراینی: Богдан Степанович Цап؛ ۳۰ آوریل ۱۹۴۱ – ۶ نوامبر ۲۰۱۲) بازیکن فوتبال اهل اوکراین بود.